# Rollergirl
Nicole Safft (* 19. listopadu 1975), známá jako Rollergirl, je německá zpěvačka. Vrcholu slávy dosáhla na přelomu tisíciletí, ale aktivní je do dnes.
Její pseudonym Rollergirl pramení z její vášně pro brusle a zvláště ty kolečkové, což je vidět také v jejích videoklipech.

## Diskografie
- 1999 – Dear Jessie
- 1999 – Luv U More
- 2000 – Eternal Flame
- 2000 – Superstar
- 2000 – You Make Me Feel Like Dancing (vyšlo pouze v Dánsku.)
- 2001 – Close to You
- 2002 – Geisha Dreams

## Alba
- 2000 – Now I'm Singin'... And the Party Keeps on Rollin (Album)
- 2001 – Now I'm Singin'... And the Party Keeps on Rollin